# Philodromus devhutai
Philodromus devhutai är en spindelart som beskrevs av Benoy Krishna Tikader 1966. Philodromus devhutai ingår i släktet Philodromus och familjen snabblöparspindlar. Inga underarter finns listade i Catalogue of Life.